# АЕС Брокдорф
АЕС Брокдорф (нім. Kernkraftwerk Brokdorf) — атомна електростанція в Німеччині з одним енергоблоком потужністю 1480 МВт. Знаходиться в комуні Брокдорф району Штайнбург, землі Шлезвіг-Гольштейн. 80 % АЕС належать E.ON, решта — Vattenfall.
31 грудня 2021 року в рамках відмови від ядерної енергетики її було виведено з експлуатації.
Почала будуватись в жовтні 1986 року першим у своєму роді спільним підприємством між PreussenElektra AG і Hamburgische Electricitäts-Werke, яке з 2002 року є частиною Vattenfall. На етапі будівництва в 1970-х і 1980-х роках на цьому місці відбувалися бурхливі протести проти атомної енергетики.
Vattenfall Europe Nuclear Energy GmbH володіє 20 %, а PreussenElektra GmbH володіє 80 % заводу.
Установка являє собою водно-водяний ядерний реактор з тепловиділяючими елементами з діоксиду урану, які використовуються зі ступенями збагачення 1,9 %, 2,5 % і 3,5 %. Він також використовує MOX-паливо. У реакторі знаходиться 193 паливні збірки загальною вагою важкого металу 103 тонни. Електростанція має теплову потужність 3765 МВт, а також електричну потужність 1440 МВт. Він належить до 3-го покоління PWR у Німеччині. З чистим виробництвом трохи менше 12 мільярдів кВт·год він був світовим лідером у 2005 році.
У травні 2021 року було відкрито підводний енергетичний кабель HVDC потужністю 1400 МВт NORD.LINK між Норвегією та німецькою підстанцією Wilster поблизу Брокдорфа. Маючи майже таку ж потужність передачі, норвезька гідроенергетика може замінити атомну енергію Брокдорфа, або надлишок німецької відновлюваної енергії може допомогти Норвегії зберегти гідроенергію. Як і планувалося з 2011 року під час поетапного виведення ядерної ланки в Німеччині, завод у Брокдорфі було закрито 31 грудня 2021 року.

## Дані енергоблоку
АЕС має один енергоблок:
| Енергоблок     | Тип реактору                       | Нетто- потужність | Брутто- потужність | Початок будівництва | Синхронізація з електромережею | Комерційна експлуатація | Закриття   |
| -------------- | ---------------------------------- | ----------------- | ------------------ | ------------------- | ------------------------------ | ----------------------- | ---------- |
| Brokdorf (KBR) | Водо-водяний ядерний реактор (PWR) | 1410 МВт          | 1480 МВт           | 01.01.1976          | 14.10.1986                     | 22.12.1986              | 31.12.2021 |